# Alex Marshall
Alex Marshall is een personage uit de soapserie Days of our Lives. De rol werd van 1979 tot 1987 gespeeld door Quinn Redeker.

## Personagebeschrijving
Alex Marshall kwam in 1979 naar Salem en ging werken voor Anderson Manufacturing. Hij herkende Stephanie Woodruff meteen als een vrouw die plastische chirurgie had ondergaan in New York. Hij zag Stephanie als de sleutel naar macht en chanteerde haar. Later dat jaar zette hij zijn zinnen op Mary Anderson, de dochter van Bob Anderson. In maart 1980 trouwde hij met haar, kort daarna stierf Mary's vader Bob. Alex werd gechanteerd door Jarvis Maxwell, die Anderson Manufacturing wilde overnemen.
Na de dood van Bob kwam het bedrijf in handen van Chris Kositchek en Alex overtuigde Chris om zijn partner te worden. Hij ontdekte dat Kellam Chandler het bedrijf probeerde over te nemen. Alex gaf David Banning werk om bij Kellam te spioneren voor hem. Intussen werkte Alex ook nog steeds voor Jarvis Maxwell die ook zijn zinnen op het bedrijf had gezet. Toen Mary dit allemaal ontdekte schopte ze Alex buiten en scheidde van hem.
Toen Jessica Blake naar Salem kwam betaalde Alex haar onderwijs uit medelijden voor het jonge meisje. Alex had geregeld discussies over Jessica met Marie Horton die voor hem verborgen hield dat hij de vader was van Jessica. Alex adopteerde Jessica in 1981 en kort daarna vertelde Marie hem dat Jessica zijn dochter was, maar vroeg hem om dit niet aan haar te vertellen. Alex wilde zijn relatie met Marie nieuw leven in blazen, maar zij weigerde haar geloften van non te breken. Alex en Marie gingen op reis naar Canada om meer te weten te komen over Jessica en hun vliegtuig stortte neer. Ze werden gedwongen om samen de nacht door te brengen in een chalet en wilden daar opnieuw de liefde bedrijven, maar ze werden gered nog voor er iets kon gebeuren. Alex ontdekte dat het vliegtuig gesaboteerd was en beschuldigde Kellam Chandler. Later dat jaar vertelde hij aan Jessica dat hij haar vader was en ze aanvaardde hem, maar haatte Marie omdat ze haar afgestaan had en de waarheid verzwegen had voor Alex. Marie verliet het klooster en wilde met Alex trouwen, maar de bruiloft werd uitgesteld toen Jessica wegliep om in het klooster te treden. Marie en Jessica konden hun problemen uiteindelijk oplossen, maar dan werd Mary Anderson een bedreiging voor de relatie van Alex en Marie. haalde alles uit de kast om Marie te doen geloven dat ze een verhouding had met Alex en Marie trapte er uiteindelijk in. Kort daarna werd Alex neergeschoten en David Banning werd aangehouden nadat Renée DuMonde hem gezien had met een pistool in zijn hand. Alex viel in coma en toen hij ontwaakte wist hij niet meer wie hem had neergeschoten en bovendien was hij verlamd. Marie trok bij hem in om voor hem te zorgen, maar wilde niet met hem trouwen. Het werd uiteindelijk niets meer tussen hen.
Tijdens een controle in het ziekenhuis zag Alex de man die hem neergeschoten had uit het kantoor van Stuart Whyland komen. Hij confronteerde Stuart en hij chanteerde Alex om hem te helpen Anderson Manufacturing over te nemen. Stuart eiste dat Alex zou zeggen dat David hem had neergeschoten, maar Alex weigerde dit. Stuart vreesde voor zijn leven en verliet Salem. Hierna werd Alex betrokken bij een drugszaak en Stefano DiMera. Stefano werd door Evan Whyland gechanteerd en beval Alex om hem aan te pakken. Nadat Evan een auto-ongeluk kreeg verwisselde Alex de medische gegevens van Evan en hij kreeg penicilline toegediend, waar hij allergisch voor was, en Evan overleed.
Roman Brady infiltreerde in het drugsnetwerk en Stefano en Alex wilden wraak nemen op Roman. Alex wilde Roman straffen door zijn zus Kayla te vermoorden door een robot die een giftige naald had. Kayla belandde in coma, maar overleefde. Later probeerde hij Alice Horton te vermoorden maar vermoordde per ongeluk een verpleegster. Op de bruiloft van Roman en Marlena Evans in 1983 probeerde hij Roman te vermoorden, maar slaagde hier niet in.
Stefano stierf aan een beroerte (al zou hij later weer levend opduiken) en in zijn testament stond dat zijn dochter Renée en zoon Tony DiMera alles erfden als ze een jaar samen zouden wonen in het DiMera-huis. Er was echter nog een ander testament waarin alles naar Renée ging omdat Stefano kort voor zijn dood had ontdekt dat Tony niet zijn zoon was en Alex ontdekte dit. Nadat David Banning van Renée scheidde omdat ze Anna Fredericks had proberen te vermoorden trouwde Alex snel met haar. Renée ontdekte het testament echter op het kantoor van Alex en besloot om hem een lesje te leren. Ze gaf een groot feest voor de Salem society en vertelde aan iedereen dat ze met Alex getrouwd was. Meteen daarna zei ze dat ze van hem walgde en dat ze het tweede testament had ontdekt. Ze schold iedereen de huid vol en verklaarde haar onvoorwaardelijke liefde voor Tony. Diezelfde avond werd Renée vermoord en Alex was een van de verdachten, maar later bleek dat André DiMera Renée had vermoord.
Anna begon een affaire met Alex Marshall, maar nadat ze ontdekte dat hij voor Stefano werkte moest ze uit Salem vluchten. Anna keerde terug naar Salem toen ze hoorde dat de bewijzen die Alex aan Stefano linkten vernietigd waren. Ze ging opnieuw voor Tony werken als secretaresse, maar Alex dwong haar om voor hem te spioneren. Alex schonk 1 miljoen doller aan het ziekenhuis in de lente van 1984 tijdens een liefdadigheidsevenement voor de nieuwe psychiatrische vleugen van het ziekenhuis.
In 1984 kwam hij in een financiële crisis terecht toen geld van zijn Zwitserse bankrekening verdween en de aandelen van Anderson tegen een sneltempo opgekocht werden. Samen met Anna startte hij een modebedrijf om opnieuw geld te verdienen en verkocht dit bedrijf later weer. Op aanmoedigen van Linda Patterson stak Alex Anderson Manufacturing in brand en hoopte zo om het verzekeringsgeld op te strijken. Larry Welch ontdekte dit en chanteerde hen. Alex probeerde om de trouw van Anna en Tony te verhinderen door een valse priester in te huren.
In 1985 hielp hij Victor Kiriakis bij het opkopen van bedrijven in Salem.
Hij trouwde met Emma Donovan in 1986, maar zij werd vermoord in 1987. Kort nadat haar moord werd opgelost werd Alex naar de gevangenis gestuurd omdat hij de Salem Inn in brand had gestoken om opnieuw verzekeringsgeld op te strijken.